# 클리퍼 (프로그래밍 언어)
클리퍼(clipper)는 애쉬턴 테이트(dBase 개발 회사)의 개발자들이 독립하여 dBase 컴파일러를 개발한 다음 명명한 컴파일러의 명칭이다. dBase, 클리퍼, FOXBASE, FOXPRO 등 *.DBF 화일을 다루는 프로그램들을 xBase라고도 부른다. dBase, foxbase, foxpro는 기본적으로 인터프리터 방식으로 구동되고, 클리퍼는 컴파일러 방식으로 구동된다.(후에 다른 프로그램들도 컴파일 기능을 추가하였다.)
클리퍼 컴파일러는 처음에는 Nantucket에서 개발하고 후에(5.01 이후)Computer Associates로 매각되었다. Computer Associates로 매각된 이후 VisualObject란 이름으로 윈도 버전이 발표되었지만 짧은 기간 동안만 사용되었을 뿐이다. 오히려 FiveWin이란 이름의 서드파티 제품이 비주얼오브젝트에 비해 범용적으로 사용되었다.

## 프로그래밍

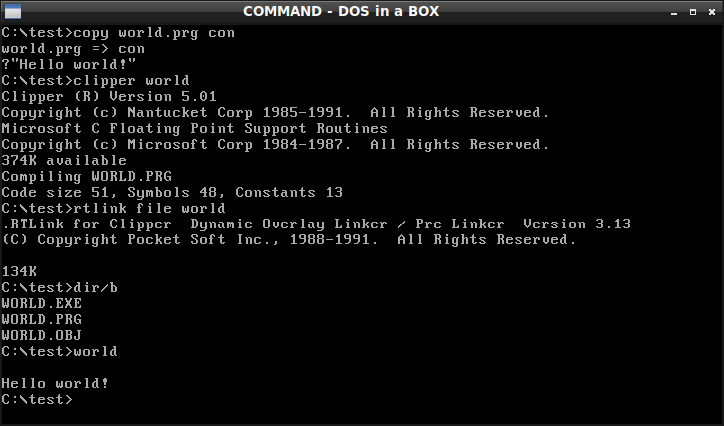
클리퍼에서 헬로 월드 프로그램을 컴파일하여 실행 중인 모습.

hello world 프로그램의 예는 다음과 같다:
```
 ? 
"Hello World!"

```

단순한 데이터베이스 입력 마스크:
```
 USE Customer SHARED NEW
 cls
 @  1, 0 SAY "CustNum" GET Customer->CustNum PICT "999999" VALID Customer->CustNum > 0
 @  3, 0 SAY "Contact" GET Customer->Contact VALID !empty(Customer->Contact)
 @  4, 0 SAY "Address" GET Customer->Address
 READ

```